# Hästkumminsläktet
Hästkumminsläktet (Laser) är ett släkte i familjen flockblommiga växter. Det beskrevs av Moritz Balthasar Borkhausen 1795.

## Arter
Släktet omfattar sju arter i Europa och västra Asien:
- Laser affine (Ledeb.) Wojew. & Spalik
- Laser archangelica (Wulfen) Spalik & Wojew.
- Laser carduchorum (Hedge & Lamond) Wojew. & Spalik
- Laser involucratum (Pall. ex Schult.) Spalik & Wojew.
- Laser panjutinii (Manden. & Schischk.) Banasiak, Wojew. & Spalik
- Laser stevenii (Fisch. & Trautv.) Wojew. & Spalik
- Laser trilobum (L.) Borkh.